# Paradise Sorouri
Paradise Sorouri (Isfahán, 1989) es una cantante afgana, considerada la primera rapera de Afganistán tras publicar la canción Faryad-e Zan (Grito de mujer). Canta por la libertad de las mujeres en Afganistán, denunciando las condiciones de vida y las violencias cometidas contra ellas.

## Trayectoria
Paradise Sorouri nació en la ciudad iraní de Isfahán por culpa del exilio. A comienzos de la década de 2000, volvió a Afganistán con su familia. A los 18 años se mudó a Kabul, donde trabajó para una universidad.
Junto con su pareja, Ahmed, conocido con el nombre artístico de Diverse, formó el grupo 143Band. A finales del 2010 se establecieron en Tayikistán, donde grabaron varias canciones. A medida que aumentaban las amenazas de muerte debido a sus reivindicaciones, la cantante acumulaba más cada vez popularidad y respeto.

## Reconocimientos
En 2013, la Organización de las Naciones Unidas reconoció su esfuerzo de promoción de los derechos humanos. En 2015, el dúo afgano ganó el Premio ATN Network-Afghanistan a la mejor actuación de rap.